# Šedina
Šedina este o localitate din comuna Šentjur, Slovenia, cu o populație de 98 de locuitori.